# Fort Payne
Fort Payne é uma cidade localizada no estado americano do Alabama, no Condado de DeKalb.

## Demografia
Segundo o censo americano de 2000, a sua população era de 12.938 habitantes.
Em 2006, foi estimada uma população de 13.771, um aumento de 833 (6.4%).

## Geografia
De acordo com o United States Census Bureau, a localidade tem uma área de 144,9 km², dos quais 144,7 km² cobertos por terra e 0,2 km² cobertos por água. Fort Payne localiza-se a aproximadamente 304 m acima do nível do mar.

## Localidades na vizinhança
O diagrama seguinte representa as localidades num raio de 16 km ao redor de Fort Payne.